# Soufrière (Santa Lucía)
Soufrière es un pueblo de Santa Lucía que forma parte del distrito de Soufrière.  Es cabecera del distrito de Soufrière.

## Historia
Originariamente fundada por los franceses, fue la capital inicial de la isla.
En el área había grandes plantaciones de propiedad francesa, cuyos descendientes aún viven en el lugar. La revolución francesa produjo la ejecución de propietarios realistas y la liberación de esclavos, aunque Napoleón reintrodujo la esclavitud cuando llegó al poder. 
Poco después los británicos invadieron la isla, y los desertores y esclavos franceses lucharon en una guerra de guerrillas hasta 1803, cuando fueron derrotados y Santa Lucía se convirtió en una colonia británica. Durante este período, Castries se convirtió en la capital.